# Egzekucja w Lesie Sękocińskim
Egzekucja w Lesie Sękocińskim – masowa egzekucja więźniów Pawiaka przeprowadzona przez okupantów niemieckich w Lesie Sękocińskim koło Magdalenki. W nocy z 27 na 28 maja 1942 funkcjonariusze SS rozstrzelali tam 223 osoby – w większości członków ruchu oporu oraz przedstawicieli polskiej inteligencji. Najprawdopodobniej nie była to jedyna egzekucja przeprowadzona w tym miejscu przez niemiecki aparat bezpieczeństwa.

## Geneza
W nazistowskich planach ujarzmienia narodu polskiego Warszawa zajmowała miejsce szczególne. Mimo iż w Generalnym Gubernatorstwie dawną stolicę Polski zdegradowano do roli miasta prowincjonalnego, Warszawa pozostawała nadal centrum polskiego życia politycznego, intelektualnego i kulturalnego. Stanowiła także siedzibę władz Polskiego Państwa Podziemnego oraz miejsce funkcjonowania szczególnie silnych i dobrze zorganizowanych struktur ruchu oporu. Generalny gubernator Hans Frank, urzędujący w Krakowie,  zapisał w swoim dzienniku pod datą 14 grudnia 1943: „gdybyśmy nie mieli Warszawy w Generalnym Gubernatorstwie, to nie mielibyśmy 4/5 trudności, z którymi musimy walczyć. Warszawa jest i pozostanie ogniskiem zamętu, punktem, z którego rozprzestrzenia się niepokój w tym kraju”.
Od pierwszych dni okupacji Niemcy stosowali brutalny terror wobec ludności Warszawy, wymierzony w pierwszym rzędzie w przedstawicieli polskich elit politycznych i intelektualnych, społeczność żydowską oraz osoby w jakikolwiek sposób powiązane z ruchem oporu. Warszawskie więzienia i areszty – Pawiak, areszt śledczy przy ul. Daniłowiczowskiej, więzienie mokotowskie, piwnice siedziby Sipo w Alei Szucha – zapełniły się aresztowanymi. Codziennością stały się uliczne łapanki, deportacje do obozów koncentracyjnych i zbiorowe egzekucje. Szczególne nasilenie represji miało miejsce w pierwszych miesiącach okupacji, gdy Niemcy przystąpili do eksterminacji tzw. polskiej warstwy przywódczej. Kilka tysięcy Polaków i Żydów straciło wówczas życie w egzekucjach przeprowadzanych w ogrodach sejmowych przy ul. Wiejskiej, Szwedzkich Górach na terenie Bemowa, Lesie Kabackim, a przede wszystkim – na „polanie śmierci” w Palmirach.
Po ostatecznym zakończeniu tzw. Akcji AB (początek 1941 roku) liczba egzekucji wyraźnie spadła. Eksterminacja bezpośrednia została częściowo zastąpiona masowymi wywózkami do obozów koncentracyjnych. W lipcu 1941 roku Niemcy zaprzestali także przeprowadzania egzekucji w Palmirach, gdyż dokonywane tam zbrodnie przestały stanowić jakąkolwiek tajemnicę dla polskiej ludności. Nie oznacza to jednak, że okupanci całkowicie zrezygnowali z likwidacji polskich więźniów politycznych. Gestapo zaczęło odtąd poszukiwać nowych lokalizacji w podwarszawskich lasach, które mogłyby posłużyć jako miejsca tajnych egzekucji. Jednym z takich miejsc stał się Las Sękociński koło Magdalenki.

## Egzekucja w nocy z 27 na 28 maja 1942
Osiedle Magdalenka leży w odległości ok. 16 kilometrów od Warszawy, nieopodal szosy Warszawa-Grójec. W okresie okupacji wchodziło ono w skład powiatu grójeckiego, podczas gdy okoliczne lasy należały do nadleśnictwa w Sękocinie. 26 maja 1942 roku dwóch oficerów niemieckiej służby bezpieczeństwa dokonało oględzin lasów w pobliżu Magdalenki. Pracownicy polskiej służby leśnej zostali poinformowani, że przez pewien czas będą one niedostępne ze względu na rzekomo zaplanowane w tym rejonie ćwiczenia wojskowe. Miejscowej ludności również zakazano wstępu do lasu. Następnego dnia w Lesie Sękocińskim pojawił się oddział Wehrmachtu. W odległości kilkuset metrów od osiedla, nieopodal duktu leśnego biegnącego z Magdalenki do Lesznowoli, żołnierze wykopali trzy doły o wymiarach: 13,4 na 3 metra; 5,7 na 3,3 metra i 6 na 3,1 metra. Groby wykopano w minimalnej odległości od siebie, w przedłużeniu jeden obok drugiego.
Tego samego dnia na Pawiaku sporządzono listę skazańców. 220 więźniów zgromadzono na oddziale V, podczas gdy 22 więźniarki z „Serbii” umieszczono w więziennej kaplicy. W ulewną noc z 27 na 28 maja Niemcy przystąpili do formowania transportu. W wielkim pośpiechu, przy akompaniamencie krzyków i bicia, skazańców wyprowadzano z cel na korytarz, a następnie ładowano do oczekujących na podwórzu samochodów ciężarowych („bud”). Więźniom nie pozwolono ubrać się ani zabrać osobistych rzeczy i jedzenia na drogę. Nie wydano im także depozytów. W tych okolicznościach więźniowie Pawiaka szybko zorientowali się, że nie będzie to „zwykły” transport do obozu koncentracyjnego.
Egzekucja w Lesie Sękocińskim rozpoczęła się 28 maja ok. godziny 3:00 i trwała mniej więcej do godziny 14:00. Mieszkańcy Magdalenki oraz pobliskich wsi Lesznowola i Łazy słyszeli wówczas dochodzące z lasu odgłosy strzałów. W międzyczasie gestapowskie „budy” kilkukrotnie wyjeżdżały i powracały na Pawiak po kolejne partie skazańców. Jako ostatnie wywieziono na śmierć przetrzymywane w kaplicy kobiety – m.in. 70-letnią Mariannę Wawer oraz obłożnie chore Janinę Górską i Janinę Kardej-Zamajską (zabrane na noszach z więziennego szpitala). W skład plutonu egzekucyjnego weszli niemieccy i ukraińscy wachmani z załogi Pawiaka. Wyniki przeprowadzonej w 1946 roku ekshumacji wskazywały, że skazańców mordowano strzałami w pierś lub tył głowy nad krawędziami otwartych grobów. Prawdopodobnie część rannych zakopano żywcem. Niektórym kobietom przewiązano oczy opaskami. Zeznania świadków wskazywały, że egzekucja miała bardzo brutalny przebieg – widziano, jak po jej zakończeniu strażnicy z Pawiaka obmywali zbryzgane krwią buty. Z informacji, które więźniowie Pawiaka uzyskali od ukraińskich wachmanów wynikało, że przed śmiercią grupka skazańców z majorem Romanem Kukiełło na czele rzuciła się z gołymi pięściami na uzbrojonych w broń maszynową katów. Mieszkańcy okolic Magdalenki wspominali z kolei, że po rozstrzelaniu ostatnich skazańców pluton egzekucyjny odjeżdżał z miejsca kaźni ze śpiewem na ustach.
Przez pewien czas miejsce egzekucji podlegało uważnej obserwacji ze strony nieznanych osobników, prawdopodobnie agentów Gestapo. W ostatnich miesiącach 1942 roku (październik-grudzień) niektóre rodziny zamordowanych otrzymały z niemieckiej policji urzędowe zawiadomienia o śmierci swoich bliskich. Jako datę zgonu podawano w nich 28 maja 1942, zatajono jednakże jego przyczynę. Niemcom nie udało się jednak zachować zbrodni w tajemnicy. Natychmiast po odjeździe plutonu egzekucyjnego leśniczy Franciszek Stankiewicz odnalazł miejsce kaźni, które prymitywnie zamaskowano gałęziami brzozowymi, powtykanymi wprost w świeżo wykopaną ziemię. Inny pracownik służby leśnej, Wacław Lesicki, odgrzebał jedną z mogił i upewnił się, że kryje ona ciała ofiar egzekucji. Ponadto kilka dni później wiejskie dzieci zmierzające do kościoła w Magdalence znalazły koło duktu leśnego części ludzkiego ciała, m.in. rękę zawieszoną na krzaku. W rezultacie już 16 czerwca 1942 w konspiracyjnej „Informacji Bieżącej” (nr 22/47) zamieszczono dość szczegółową informację nt. egzekucji w Lesie Sękocińskim. Opublikowano wówczas m.in. niepełną listę rozstrzelanych, uzyskaną z konspiracyjnej komórki na Pawiaku.

### Ofiary

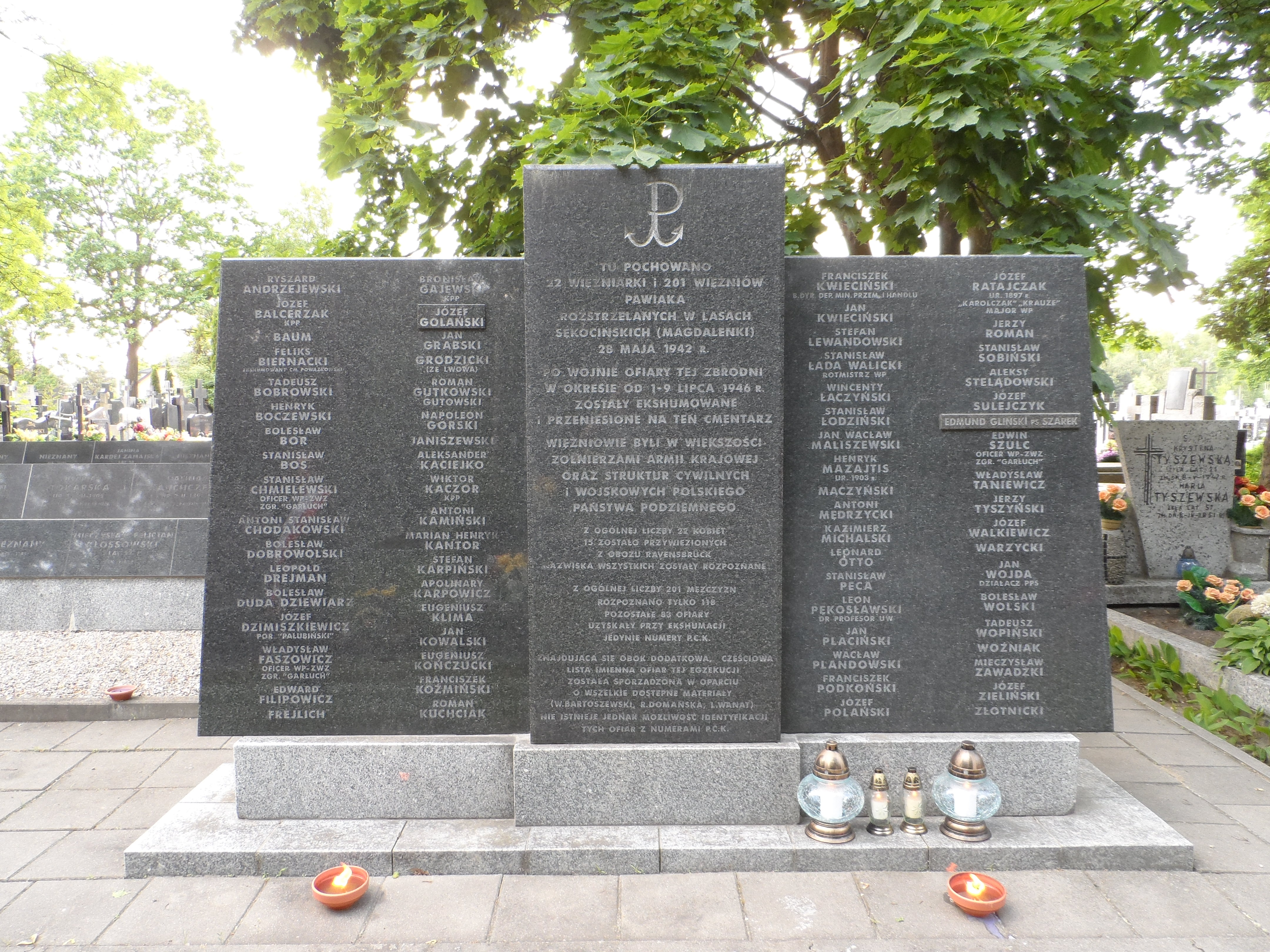
Tablica na cmentarzu w Łazach

W nocy z 27 na 28 maja 1942 w Lesie Sękocińskim rozstrzelano 223 więźniów Pawiaka – w tym 201 mężczyzn i 22 kobiety. W gronie ofiar znaleźli się przede wszystkim członkowie rozmaitych organizacji i ugrupowań konspiracyjnych oraz przedstawiciele polskiej inteligencji. Rozstrzelano także ok. 9-10 polskich strażników z załogi Pawiaka, aresztowanych wcześniej za współpracę z ruchem oporu. Ponadto w gronie zamordowanych znalazło się 15 więźniarek z obozu koncentracyjnego FKL Ravensbrück, które przywieziono do Warszawy w styczniu i kwietniu 1942 roku.
W Lesie Sękocińskim zginęli m.in.:
- działacze polityczni i społeczni – Józef Balcerzak (komunista, redaktor pisma „Młot i Sierp”), Jan Baryła (komunista, działacz związkowy), Michał Beksiak (urzędnik, burmistrz Koła), Julian Birencwajg (działacz socjalistyczny, wydawca i redaktor pisma „W służbie zdrowia”, honorowy lekarz Związku Zawodowego Kolejarzy), Wacław Cieszkowski (komunista), Bronisław Gajewski (komunista), Antoni Jędrzejczyk (komunista), Wiktor Kaczor (komunista), Karol Kitzman (powstaniec śląski, dyrektor Warszawskiej Spółki Myśliwskiej), Józef Kulik (działacz PPS), Wacław Kwiatkowski (działacz PPS), Franciszek Kwieciński (jeden z przywódców Stronnictwa Pracy, redaktor „Rzeczpospolitej” i „Nowej Prawdy”), Piotr Sipak (komunista), Jan Trojanowski (komunista), Jan Wojda (działacz PPS), Edmund Gliński (działacz Stronnictwa Narodowego, współorganizator tajnej drukarni „Walka”);
- ekonomiści i przemysłowcy – Jan Grabski i Stefan Lewandowski (bankowcy i finansiści), Stefan Michałowski (przemysłowiec), Czesław Peche (dyrektor departamentu w Ministerstwie Przemysłu i Handlu, ekonomista, redaktor tygodnika „Polska Gospodarcza”);
- prawnicy – Franciszek Frańczak (sędzia z Działdowa), Marian Kowalczyk, Michał Wiercicki;
- lekarze – Gustaw Karol Lewestam, Leon Pękosławski (profesor UW, laryngolog), Henryk Piwko, Witold Szonert, Jerzy Torchalski;
- oficerowie – mjr Roman Kukiełło, mjr Czesław Mieczysław Michaliszyn, mjr Andrzej Prymon, mjr Józef Ratajczak (komendant Okręgu Pomorskiego ZWZ), rtm. Stanisław Łada-Walicki, rtm. Józef Wierzbicki, kpt. Józef Wolski, kpt. Szymon Wykowski;
- dziennikarze – Jan Sołtan (redaktor polityczny Polskiej Agencji Telegraficznej), Jerzy Szyszko (redaktor „Strzelca”);
- inżynierowie – Mirosław Hiszpański, Aleksander Matysiak;
- pracownicy polskiej straży więziennej na Pawiaku – Leopold Spitzer (podkomisarz), Feliks Faszczewski (przodownik), Edward Grochowski (strażnik), Władysław Robakiewicz (strażnik).

W gronie ofiar znalazła się także: grupa urzędników i techników z elektrowni na Powiślu, członków tamtejszej komórki konspiracyjnej (m.in. Jan Buniewicz i Bolesław Skrzypczyński); grupa pracowników urzędu telekomunikacyjnego przy ul. Poznańskiej, aresztowanych za przejmowanie pisemnych donosów do Gestapo (m.in. Feliks Bieńkowski); grupa urzędników Ubezpieczalni Społecznej przy ul. Smulikowskiego, aresztowanych za kolportaż prasy konspiracyjnej (Teodor Adolf, Wacław Goliasz, Henryk Jastrzębski, Jan Kleciński, Kazimierz Krasnodębski) oraz grupa pracowników Warsztatów Mechanicznych Fabryki Tytoniowej – członków tamtejszej komórki ZWZ, których aresztowano za ukrywanie broni (m.in. Józef Golański, Roman Gutowski, Franciszek Szajer). Ponadto w Magdalence zamordowano kilku oficerów pułku ZWZ „Madagaskar-Garłuch”, aresztowanych podczas odprawy we Włochach w dniu 1 lutego 1942 (Stanisław Chmielewski, Józef Dzimiszkiewicz, Władysław Faszowicz, Kazimierz Lang, Edwin Szulc).

## Pozostałe egzekucje w  Lesie Sękocińskim
Kaźń w nocy z 27 na 28 maja 1942 prawdopodobnie nie była jedyną egzekucją przeprowadzoną przez Niemców w Lesie Sękocińskim. Z zeznań wspomnianego już leśniczego Franciszka Stankiewicza wynika bowiem, że w okolicach Magdalenki regularnie rozstrzeliwano niewielkie grupy skazańców (od 3 do 10 osób) lub pojedyncze osoby. W pięciu lub siedmiu przypadkach Stankiewicz miał odnaleźć ciała zamordowanych (jednego zidentyfikował jako pisarza z gminy Piastów), noszące zazwyczaj wyraźne ślady skucia. Historykom nie udało się jednak uzyskać bliższych informacji na temat przebiegu tych egzekucji oraz tożsamości ofiar. Władysław Bartoszewski podejrzewał, że Niemcy rozstrzeliwali tam więźniów politycznych spoza Warszawy. Nie udało się potwierdzić uzyskanych przez wywiad ZWZ informacji, jakoby wiosną 1942 roku zamordowano w Lesie Sękocińskim ok. 200 więźniów z więzienia mokotowskiego i aresztu przy ul. Daniłłowiczowskiej.

## Po wojnie

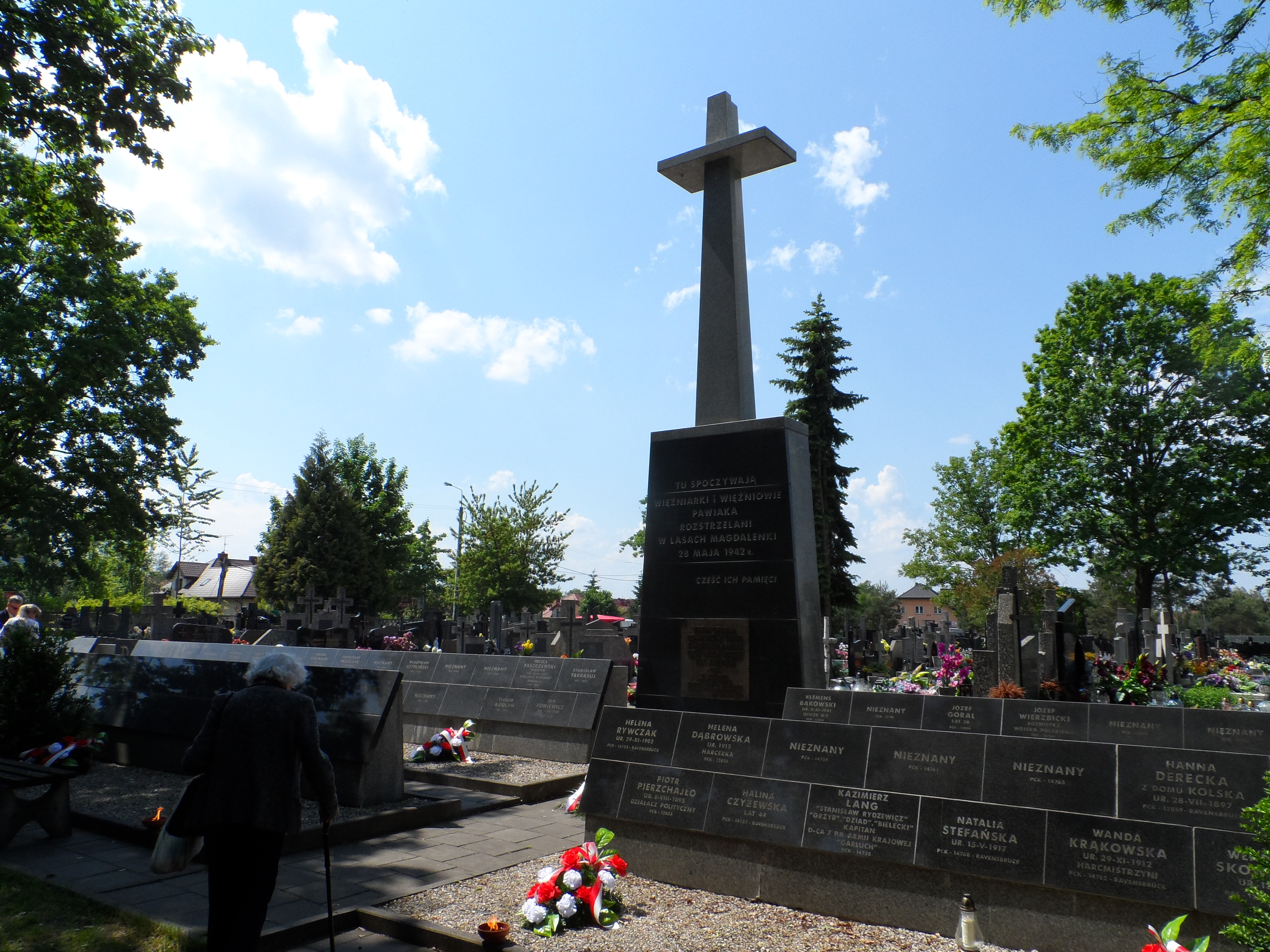
Kwatera więźniów Pawiaka na cmentarzu w Łazach

W dniach 1–8 lipca 1946 w Lesie Sękocińskim prowadzone były prace ekshumacyjne. Odbyły się one w obecności przedstawicieli Polskiego Czerwonego Krzyża i Głównej Komisji Badania Zbrodni Niemieckich w Polsce, a także z udziałem profesora Wiktora Grzywo-Dąbrowskiego (lekarza medycyny sądowej) i rodzin zamordowanych. Z dwóch mogił wydobyto wówczas ciała 178 mężczyzn, podczas gdy w trzecim grobie odnaleziono zwłoki 23 mężczyzn i 22 kobiet. Część ciał zidentyfikowano dzięki znalezionym przy nich kartkom pocztowym i kwitom z więziennego depozytu, inne rozpoznali obecni przy ekshumacji członkowie rodzin. Nazwiska niektórych ofiar udało się również ustalić na podstawie listy opublikowanej w 1942 roku oraz zeznań i relacji byłych więźniów Pawiaka. Łącznie ustalono tożsamość ok. 200 ofiar egzekucji w Lesie Sękocińskim.
Po zakończeniu ekshumacji ciała zamordowanych pochowano na cmentarzu parafii w Magdalence, zlokalizowanym w Łazach . Kilka rozpoznanych zwłok zostało przewiezionych przez rodziny do Warszawy i pogrzebanych na tamtejszych cmentarzach. W 1964 roku na miejscu straceń odsłonięto pomnik . 

## Odpowiedzialność sprawców
Odpowiedzialność za działania prowadzone przez SS i policję niemiecką w Warszawie wiosną 1942 roku – a więc również za zbrodnię w Magdalence – spada w pierwszym rzędzie na gubernatora dystryktu warszawskiego, Ludwiga Fischera, oraz ówczesnego Dowódcę SS i Policji w dystrykcie warszawskim – SS-Oberführera Ferdinanda von Sammern-Frankenegga. 3 marca 1947 roku Ludwig Fischer został skazany wyrokiem Najwyższego Trybunału Narodowego na karę śmierci. Wyrok wykonano. Ferdinand von Sammern-Frankenegg zginął w 1944 roku podczas potyczki z jugosłowiańskimi partyzantami.
W rzeczywistości rolę spiritus movens dla wszystkich działań terrorystycznych i eksterminacyjnych prowadzonych wobec polskiej i żydowskiej ludności Warszawy pełnił podległy im SS-Standartenführer Ludwig Hahn – komendant niemieckiej policji bezpieczeństwa i służby bezpieczeństwa w Warszawie (KdS) w latach 1941–1944. Po wojnie Hahn przez wiele lat mieszkał w Hamburgu pod swoim prawdziwym nazwiskiem. Przed sądem stanął dopiero w 1972 roku i po trwającym rok procesie skazany został na karę 12 lat pozbawienia wolności. W procesie rewizyjnym hamburski sąd przysięgłych podwyższył karę na dożywotnie pozbawienie wolności (1975). Hahn wyszedł jednak na wolność w 1983 roku i zmarł trzy lata później.